# (60148) Seanurban
(60148) Seanurban est un astéroïde de la ceinture principale.

## Description
(60148) Seanurban est un astéroïde de la ceinture principale. Il fut découvert le 16 octobre 1999 à Ondřejov par Petr Pravec et Peter Kušnirák. Il présente une orbite caractérisée par un demi-grand axe de 2,94 UA, une excentricité de 0,05 et une inclinaison de 1,0° par rapport à l'écliptique.